# Národní park Taï
Národní park Taï (Parc National de Taï) se nachází na jihozápadě Pobřeží slonoviny.
Rozkládá se na území velkém 3 300 km². Leží přibližně 100 kilometrů severně od pobřeží Guinejského zálivu při hranici s Libérií mezi řekami Cavalla a Sassandra. Byl zřízen na ochranu deštného pralesa, který by byl pravděpodobně již jinak vymýcen.
V roce 1926 byla na tomto území vytvořena chráněná rezervace, biosférickou rezervací UNESCO se území stalo v roce 1978. V roce 1982 byl park zapsán do přírodního dědictví UNESCO. Park je životním prostředím pro více než 1300 druhů vyšších rostlin. Z živočichů zde dosud volně žijí například hrošík liberijský, kočkodan Dianin, luskoun velký, prase štětkaté, kančil vodní, levhart africký, šimpanz učenlivý, gueréza pláštíková, orel korunkatý, perlička červenohlavá, krokodýl štítnatý, želva Homeova a mnoho dalších druhů.
Park je přirozeným rezervoárem viru Ebola.